# Пазарна капитализация
Пазарната капитализация или пазарната стойност е общата стойност на издадените акции на публично търгувана компания. Обикновено пазарната капитализация е произведението от броя емитирани акции при среднопретеглена цена за акция към деня на борсовата сесия.
Пазарната капитализация се използва от инвестиционната общност при определяне на размера на компаниите, като противовес на стойността на продажбите или общата стойност на активите. А също така и за да се характеризира даден пазар (много добър показател за това е борсовият индекс), или отделно предприятие. Определението предполага тази стойност да варира в съответствие с различни фактори, като например общото състояние на пазара, търсенето и предлагането на дадени акции, увеличаване на капитала на дадено дружество, сливания, поглъщания и др.
В определен смисъл пазарната капитализация е пазарната стойност на предприятието, защото това е продажната стойност на акциите, на които е разделена собствеността върху него.
Капитализацията пряко участва в пресмятането на борсовите индекси.
Сред предприятията най-високата борсова капитализация е тази на Ексон Мобил (Exxon Mobil), възлизаща на над 500 млрд. долара към октомври 2007. Общата борсовата капитализация на дружествата, чиито акции се търгуват на Софийската фондова борса възлиза на над 28 млрд. лева на същата дата. Общата капитализация на дружествата, чиито акции се търгуват на Нюйоркската фондова борса възлиза на над 25 трилиона долара в началото на 2007.
Класификация по пазарна капитализация:
Най-общо компаниите се делят според обема на пазарната им капитализация на следните нива:
- Мега капитализация: Над $200 млрд.

- Голяма капитализация: Над $10 млрд.

- Средна капитализация: $2 млпд. – $10 млрд.

- Малка капитализация: $250 млн.–$2 млрд.

- Микро капитализация: Под $250 млн.

- Нано капитализация: Под $50 млн.